# 브르제츨라프구

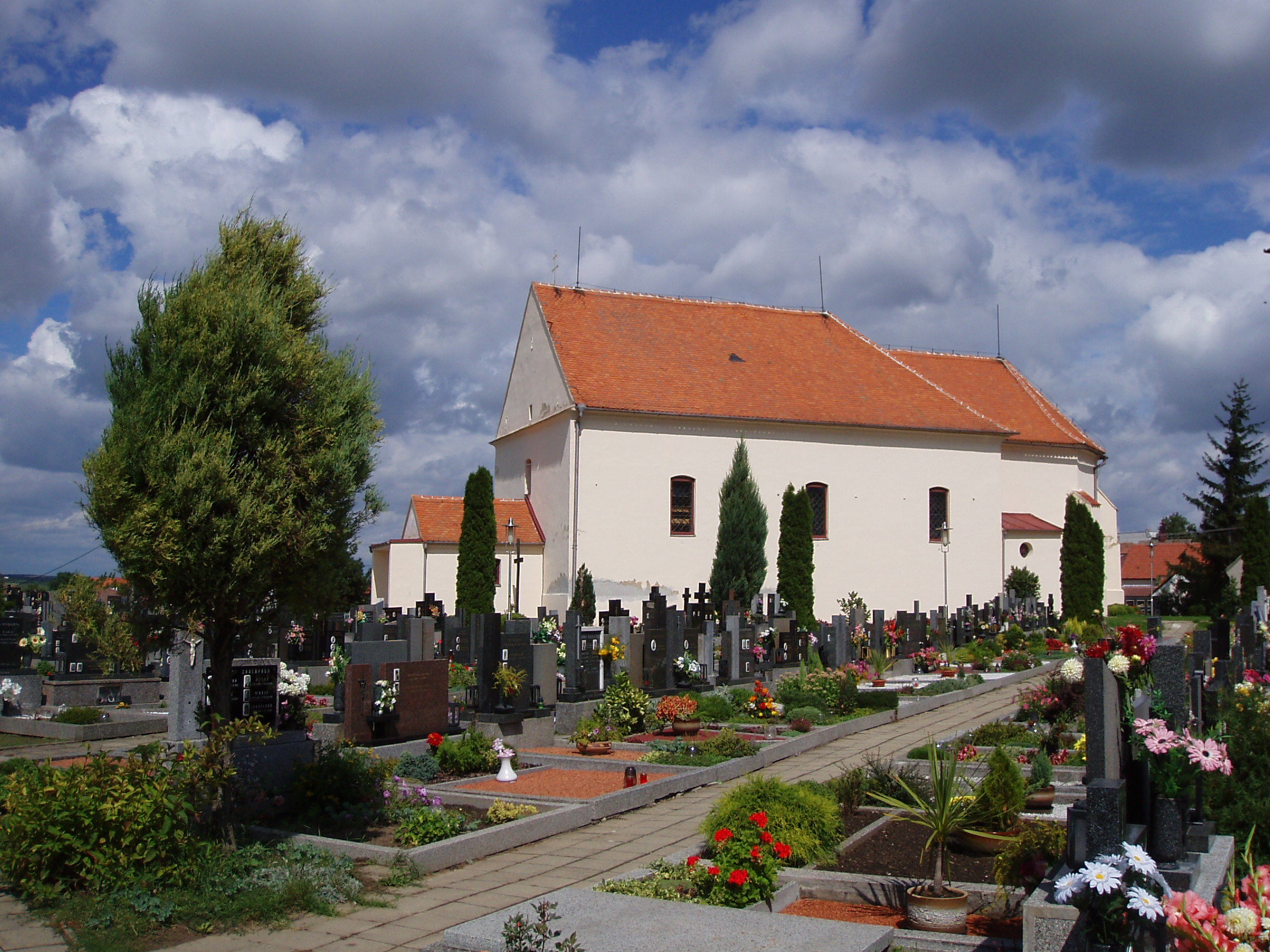
브르제츨라프구 코빌리에 위치한 성 이르지 교회

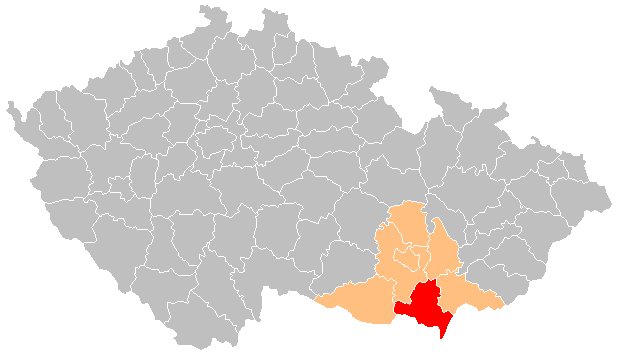
브르제츨라프구의 위치

브르제츨라프구(체코어: Okres Břeclav)는 체코 남모라바주를 구성하는 7개 구 가운데 하나로 행정 중심지는 브르제츨라프이며 면적은 1,048.91km2, 인구는 115,906명(2019년 1월 1일 기준), 인구 밀도는 110명/km2이다.
남모라바주 남부에 위치하며 63개 지방 자치체(13개 시, 50개 마을)를 관할한다. 남모라바주 즈노이모구, 브르노 교외구, 비슈코프구, 호도닌구와 접하며 남쪽으로는 오스트리아, 남동쪽으로는 슬로바키아와 국경을 접한다.